# Azinski
Azinski (en rus: Азинский) és un poble (possiólok) del krai de Perm, a Rússia, que el 2016 tenia 1.476 habitants.